# Aphaenandra
Aphaenandra, tên gọi phổ thông bướm bạc, là một chi thực vật có hoa trong họ Thiến thảo (Rubiaceae).

## Loài
Chi Aphaenandra gồm các loài:
- Aphaenandra uniflora - bướm bạc một hoa